# Miguel Picazo de Dios
Miguel Picazo de Dios (Cazorla, Jaén, 27 de març de 1927 - Guarromán, Jaén, 23 d'abril de 2016) va ser un cineasta espanyol, director, guionista i actor ocasional.
Va estudiar Dret, Direcció de cinema i Psicologia. El seu reeixit començament amb el llargmetratge La tía Tula li va situar en l'àmbit de realitzadors del Nou cinema espanyol, innovador en el seu contingut i contrari als convencionalismes de l'època.
Com a actor va aparèixer, entre altres pel·lícules, a El espíritu de la colmena, de Víctor Erice i a Tesis, d'Alejandro Amenábar, donant vida al professor Figueroa. El gener de 1997 va rebre el Premi Goya d'Honor en reconeixement de la seva trajectòria.

## Trajectòria

### Com a director i guionista
- 1964 La tía Tula. Amb Aurora Bautista i Carlos Estrada.
- 1967 Oscuros sueños de agosto.
- 1977 Los claros motivos del deseo.
- 1978 El hombre que supo amar. Amb Timothy Dalton.
- 1979 Escrito en América (Televisió).
- 1982 Sonata de primavera (Televisió).
- 1985 Extramuros. Amb Carmen Maura i Mercedes Sampietro.

### Com a actor
- 1973 El espíritu de la colmena, de Víctor Erice.
- 1975 El libro de buen amor, de Tomás Aznar.
- 1988 Remando al viento, de Gonzalo Suárez.
- 1991 La huella del crimen 2: El crimen de Don Benito, d'Antonio Drove.
- 1996 Tesis, d'Alejandro Amenábar.
- 1997 99.9, d'Agustí Villaronga.

## Premis
Medalles del Cercle d'Escriptors Cinematogràfics
| Any  | Categoria       | Pel·lícula               |
| ---- | --------------- | ------------------------ |
| 1964 | Millor director | La tía Tula              |
| 1967 | Millor director | Oscuros sueños de agosto |

- Festival Internacional de Cinema de Sant Sebastià (1964, La tía Tula)
  - Premi Sant Sebastià a la millor direcció
- Premi Perla del Cantàbric al millor llargmetratge de parla hispana
- Premis Sant Jordi: Millor pel·lícula (La tía Tula)
- Premio ACE (Nova York): Millor director per Extramuros (1985)
- Premi Goya d'Honor (1996)
- Medalla d'Andalusia (2014)[7]